# Bevo alla vita
Bevo alla vita è il terzo album dei Kalamu, pubblicato nel 2008.
La title track Bevo alla vita, scritta dopo un concerto nel quartiere zen 2 di Palermo e porta in musica frammenti di vita quotidiana delle periferie degradate delle grandi città, mentre "Notte dei misteri" ripercorre l'antico rito pagano religioso dei "battenti", ancora presente in Calabria.

## Tracce
1. Buona sera – 3:22
2. A sud – 3:53
3. 1-2-3 rivoluzione – 3:50
4. Notte dei misteri – 2:54
5. Bevo alla vita – 3:52
6. Nessuna stella – 2:36
7. Brigante Musolino – 2:32
8. Da mare a mare – 4:21
9. Zorbas dance -Kalinifta – 4:42
10. Io voglio – 3:44

## Formazione
- Irene Cantisani - voce e flauto
- Paolo Farace -  voce, chitarra acustica e armonica
- Francesco Errico - cori e basso
- Armando Frangella - violino e fisarmonica
- Luigi Sgamba - percussioni, tromba e tamburi a cornice
- Andrea Leopardi - batteria

### Altri musicisti
- Pasquale Perrone - chitarra classica, mandola e didgeridoo
- Pasquale Pesce - pianoforte in Bevo alla vita, sintetizzatori ed effetti